# Château de Bois Chevalier
Le château de Bois Chevalier est un château situé à Legé, en France.

## Localisation
Le château est situé sur la commune de Legé, dans le département de la Loire-Atlantique.

## Description
Le château est construit en granit couvert d'enduit, dans un style classique. Il est entouré de douves décoratives en eaux. Il est constitué d'un pavillon central autour duquel les façades sont organisées symétriquement, et est constitué de six autres pavillons.

## Historique
Le château est bâti en 1655, et contrairement à d'autres sites il ne remplace pas un château préexistant. Le commanditaire est Olivier du Bois-Chevalier (1601-?), écuyer, échevin et président du tribunal de Nantes ; son fils, Charles-César Chevalier, conseiller du roi, devient maire de Nantes entre 1676 et 1678. Le château du Bois-Chevalier est érigé en châtellenie en 1666.
Le domaine est occupé par Charette en 1793 lors des Guerres de Vendée. Le chef vendéen y donne des festivités.
Le monument est inscrit au titre des monuments historiques en 1952 et classé en 1980.

## Dans la culture populaire
C'est dans ce château qu'a été tourné en 1965 le film Le Tonnerre de Dieu par Denys de la Patellière avec Jean Gabin, Michelle Mercier, Lilli Palmer et Robert Hossein.

## Galerie

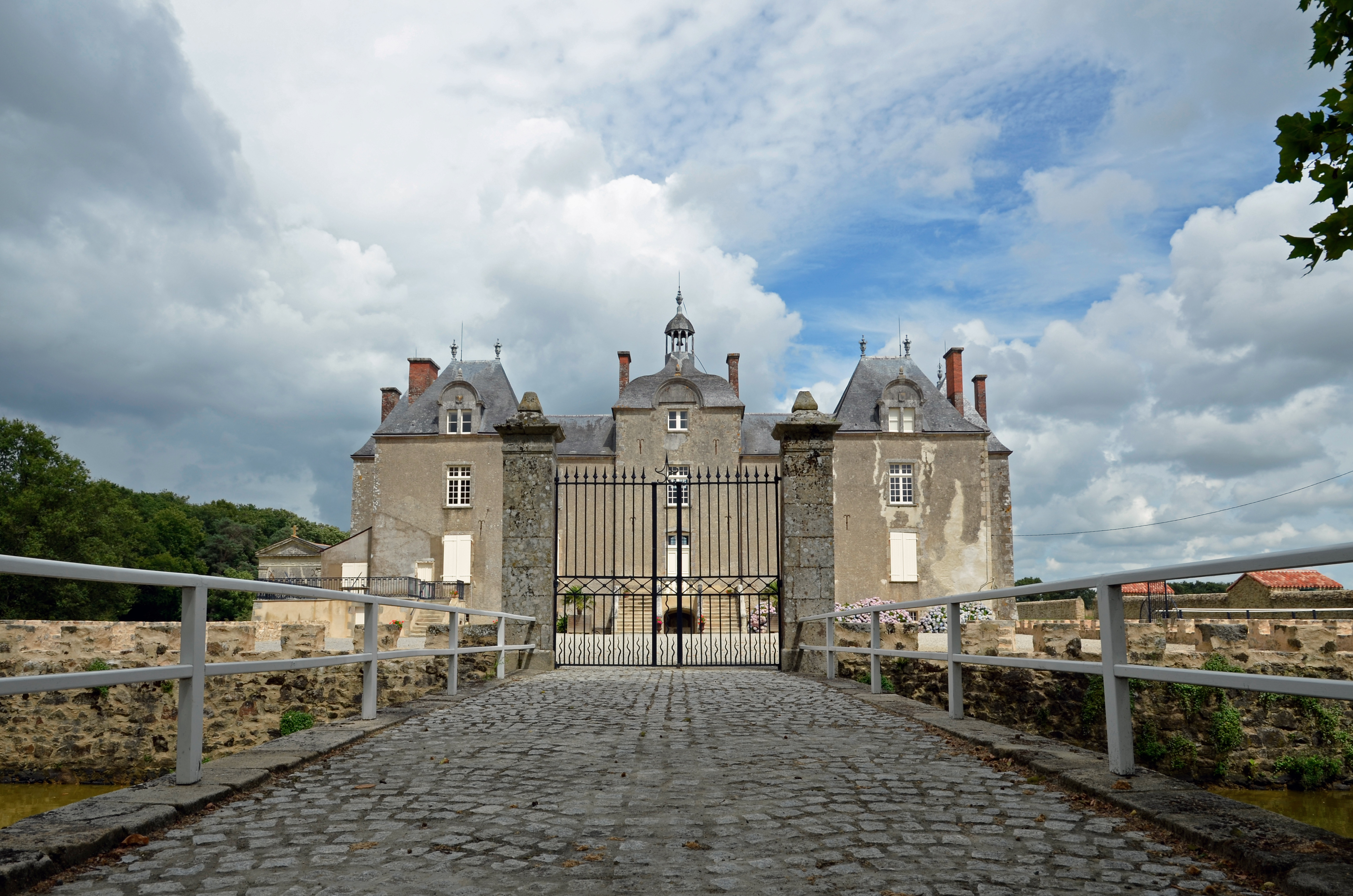
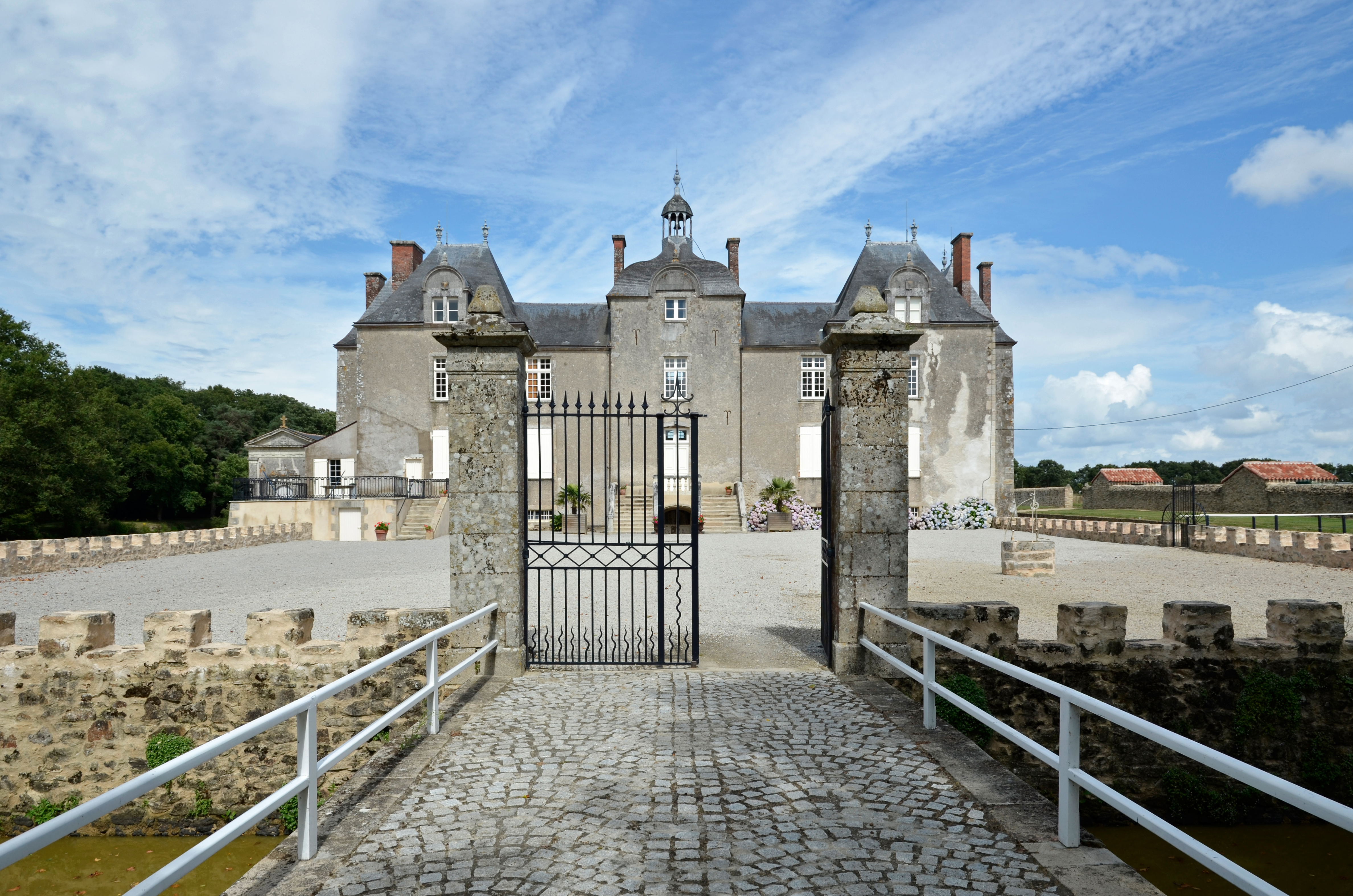
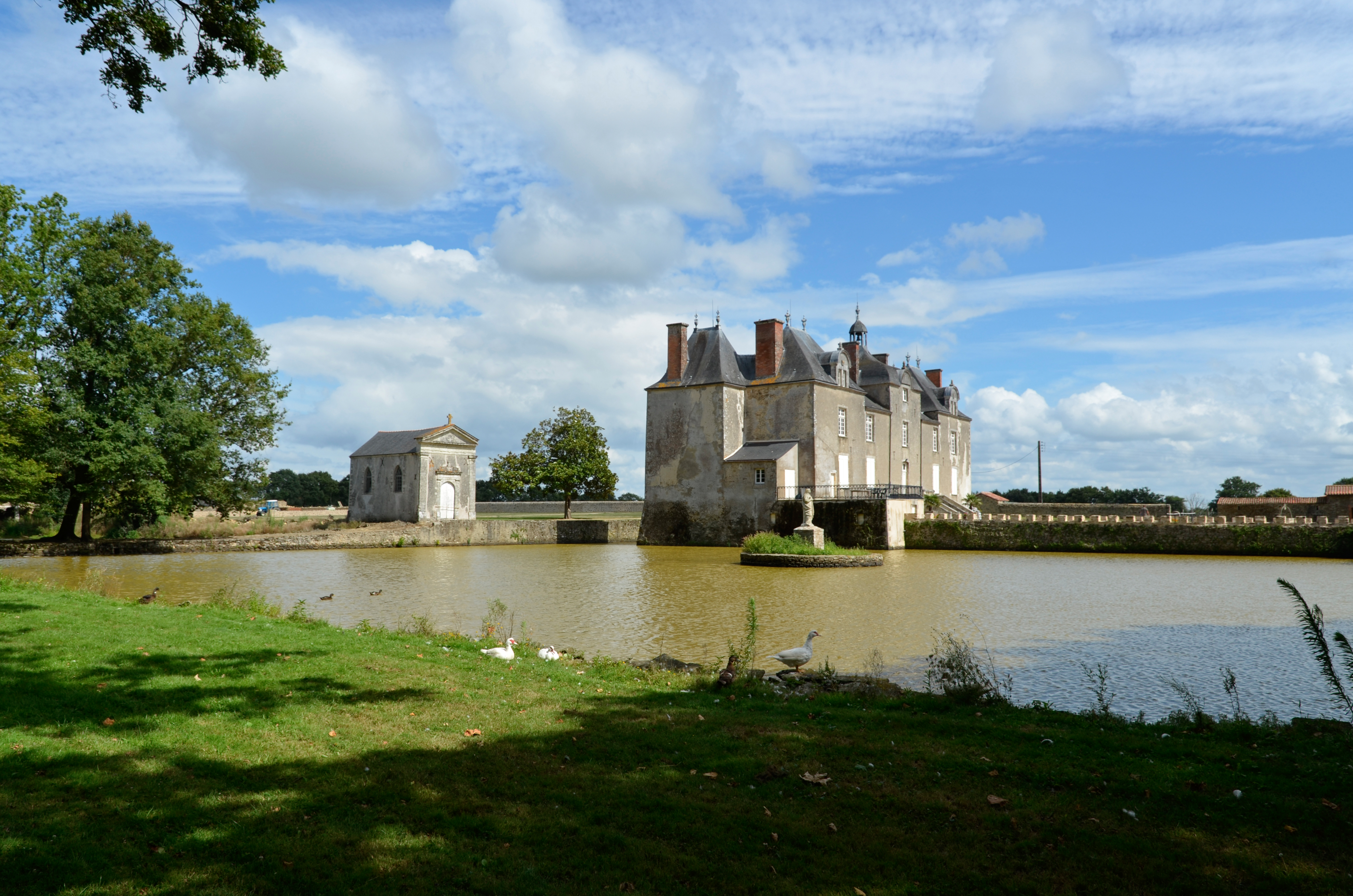